# Miguel, o Sírio
Miguel, o Sírio (1126 - †1199), também conhecido como "Miguel, o Grande", Miguel Syrus ou Miguel, o Velho, para distingui-lo de seu sobrinho, foi um patriarca siríaco de Antioquia da Igreja Ortodoxa Siríaca entre 1166 e 1199. Ele é mais conhecido atualmente por ser o autor da maior crônica medieval conhecida, que ele compôs em siríaco. Além desta, várias outras obras suas chegaram aos nossos dias.

## Biografia
A vida de Miguel foi relatada por Bar Hebreu. Ele nasceu por volta de 1126 em Melitene, filho do sacerdote Eliya, da familia Qindasi. Seu tio, o monge Atanásio, se tornou bispo de Anazarbo, na Cilícia, em 1136. Nesta época, Melitene era parte do reino turcomano dos danismêndidas e, quando ele foi dividido em dois em 1142, se tornou a capital de principado. Em 1178, a cidade passou para o controle do Sultanato de Rum. O mosteiro jacobita de Mar Bar Sauma ficava próximo da cidade e abrigou o trono patriarcal até o século XI.
Ainda criança, Miguel entrou para mosteiro e se tornou o arquimandrita antes dos trinta anos de idade. Ele promoveu várias melhorias no mosteiro, incluindo o suprimento de água e as defesas do complexo. Em 18 de outubro de 1166, ele foi eleito patriarca da Igreja Jacobita e consagrado na presença de vinte e oito bispos.
Em 1168, Miguel peregrinou até Jerusalém e, em seguida, passou um ano em Antioquia. Ambas as cidades eram, na época, parte dos estados cruzados no Levante e Miguel estabeleceu excelentes relações com os senhores feudais locais, especialmente com o patriarca latino de Jerusalém Almerico de Jerusalém. Ao retornar para Mar Bar Sauma, no verão do ano seguinte, ele realizou um sínodo e tentou reformar sua igreja, infestada pela simonia na época.
O imperador bizantino Manuel I Comneno tentou se aproximar dele para negociar uma reunião das igrejas. Porém, Miguel não confiava nos "gregos" e se recusou a ir até Constantinopla à convite do imperador. Ele também se recusou por duas vezes (1170 e 1172) a se encontrar com o enviado imperial, Teoriano, enviando delegados em seu lugar, o bispo João de Kaishoum e Teodoro bar Wahbon. Em três sucessivas cartas ao imperador, ele respondeu ao imperador com uma afirmação simples do credo miafisita dos jacobitas.
Por volta de 1174, Miguel teve que enfrentar uma revolta de um grupo de bispos. Segundo seu próprio relato, Miguel foi preso por duas vezes a pedido dos dissidentes: a primeira pelos serviçais do prefeito de Mardin e a segunda, pelos do emir de Mosul. Além disso, os monges de Mar Bar Sauma também se revoltaram contra ele, em 1171 e em 1176.
Entre 1178 e 1180, Miguel viajou novamente pelos estados cruzados de Antioquia e Jerusalém. Ele foi convidado pelo papa Alexandre III a participar do Terceiro Concílio de Latrão, mas se recusou. Porém, ele acabou participando por escrito, enviando um longo tratado sobre os albigenses com base no que lhe havia sido reportado. Dois anos depois, seu antigo pupilo, Teodoro Bar Wahbon, foi eleito (anti-)patriarca em Amida, sob o nome de João, por alguns bispos descontentes, dando início a um cisma que duraria treze anos. Miguel tomou medidas enérgicas para resolver a situação: ele conseguiu prender João e o trancou em Bar Sauma após formalmente depô-lo. Porém, alguns monges ajudaram Bar Wahbon a fugir para Damasco e tentaram, em vão, pedir a ajuda de Saladino. João então foi para Jerusalém e, após a queda da cidade, em 1187, para Rumkale com o católico armênio Teodoro no verão de 1193. 
De acordo com Bar Hebreu, Teodoro era capaz de ler e escrever em siríaco, grego, armênio e árabe; ele também compôs.
Em 1182, Miguel recebeu o sultão seljúcida Quilije Arslã II em Melitene, estabelecendo uma relação cordial com ele.
Miguel morreu em Bar Sauma em 7 de novembro de 1199 com a idade de sessenta e três anos, tendo sido patriarca por trinta e três. Seu sobrinho, Miguel, o Moço, conhecido como "Yeshu Sephethana" ("grandes lábios"), se tornou o anti-patriarca em Melitene entre 1199 e 1215, desafiando Atanásio IX e João XIV.

## Obras
Miguel foi um autor muito prolífico, escrevendo sobre liturgia, sobre a doutrina da Igreja Jacobita e sobre o direito canônico. Diversos sermões seus também sobreviveram, a maior parte ainda não publicada. Mas ele é famosos pela sua "Crônica", a maior e mais rica crônica sobrevivente em língua siríaca.

### A Crônica
A Crônica de Miguel tratava da Criação até os seus dias e é a fonte para diversos outros documentos que não sobreviveram, como diversas histórias eclesiásticas que se perderam. A obra também inclui uma versão do chamado Testimonium Flavianum, de Flávio Josefo. Ela chegou aos nossos dias através de um único manuscrito em siríaco de 1598, escrito numa variante do alfabeto denominado Serto. Ele foi copiado de um manuscrito anterior que, por sua vez, fora copiado do original de Miguel. Ele está hoje preservado num cofre de uma igreja em Alepo e não está disponível para os acadêmicos. Porém, o estudioso francês Jean-Baptiste Chabot conseguiu que uma cópia fosse feita à mão em 1888 e publicou uma reprodução fotográfica em quatro volumes (1899-1910) com uma tradução para o francês. Em 2009, o fac simile do códice de Edessa-Alepo foi publicada no primeiro volume de uma série sobre a Crônica de Miguel, o Grande.
Uma tradução para o armênio, abreviada, também existe, a partir da qual Victor Langlois publicou uma tradução para o francês em 1868. Ela é única por preservar o prefácio da obra de Miguel. Uma versão mais curta também é conhecida, mas ainda não foi publicada.
Por fim, existem ainda uma versão em garshuni (a língua árabe escrita com o alfabeto siríaco), preservada na Biblioteca Britânica (Ms. Orient 4402), e uma versão em árabe começando com o livro cinco, num manuscrito preservando na Biblioteca do Vaticano.

#### Destaques da obra
A Crônica de Miguel foi utilizada pela NASA por conta de seu registro das mudanças climáticas de épocas antigas e que atualmente sabe-se terem sido provocadas por erupções vulcânicas. Ele relata que em 536 d.C.
| “ | O sol escureceu e a escuridão perdurou por 18 meses. A cada dia, ele brilhava por cerca de 4 horas e, ainda assim, sua luz era apenas uma frágil sombra. Todos acreditavam que o sol jamais recuperaria sua luz. Os frutos não amadureceram e o vinho tinha o gosto de uvas azedas. | ” |

E em 626 d.C.:
| “ | No ano de 626 d.C., a luz de metade do sol desapareceu e houve uma escuridão entre outubro e junho. Como consequência, o povo dizia que a esfera solar jamais voltaria ao seu estado original. | ” |

A Crônica é também uma fonte contemporânea para os estados cruzados latinos e relata a tolerância e a liberalidade dos "francos" católicos (como eram chamados os cruzados) em relação aos miafisitas:
| “ | Os pontífices de nossa Igreja Jacobita viveram no meio deles sem serem perseguidos ou molestados. Na Palestina e na Síria, eles jamais criaram qualquer dificuldade por conta de sua fé e nem insistiram numa única fórmula para todos os povos e todas as línguas dos cristãos. Mas consideravam como cristãos todos os que veneravam a cruz sem mais perguntas ou exames mais aprofundados. | ” |

Ele também elogia o tratamento dispensado pelos cavaleiros templários e os hospitalários ao povo:
| “ | Quando os templários ou os hospitalários tem que ocupar uma posição militar e mantê-la até a morte, eles o fazem. Quando um irmão morre, eles dão comida aos pobres em sua honra por quarenta dias e dão abrigo a quarenta pessoas. Eles consideram os que morrem em combate como mártires. Eles distribuem aos pobres um décimo de sua comida e bebida. A cada vez que assam o pão em uma de suas casas, eles reservam a décima parte para os pobres. Apesar de suas grandes riquezas, eles são caridosos com todos os que veneram a cruz. Eles fundaram por toda parte hospitais, servindo e ajudando os estrangeiros que caíram enfermos. | ” |

Miguel também identifica os falantes do siríaco com os antigos arameus: "...os reinos que foram fundados na antiguidade pela nossa raça, [a d]os arameus, especificamente os descendentes de Aram, que eram chamados de 'siríacos'."
Por fim, Miguel menciona uma disputa entre os siríacos jacobitas e os estudiosos gregos na qual os primeiros defendiam a continuidade assíria:
| “ | ...que, mesmo que o chamemos de "sírios", eles são originalmente "assírios" e têm muitos reis honrados... A Síria está a oeste do Eufrates e seus habitantes, que falam a nossa língua aramaica, e que são os chamados "sírios", são apenas parte de um "todo" cuja outra parte está a leste do Eufrates, indo até a região da Pérsia, e também teve muitos reis na Assíria, Babilônia e Urhay. ...Assírios, que foram chamados de "sírios" pelos gregos, eram os mesmos assírios, quero dizer os "assírios" de "Assure", que construíram a cidade de Nínive. | ” |